# Beat Jans

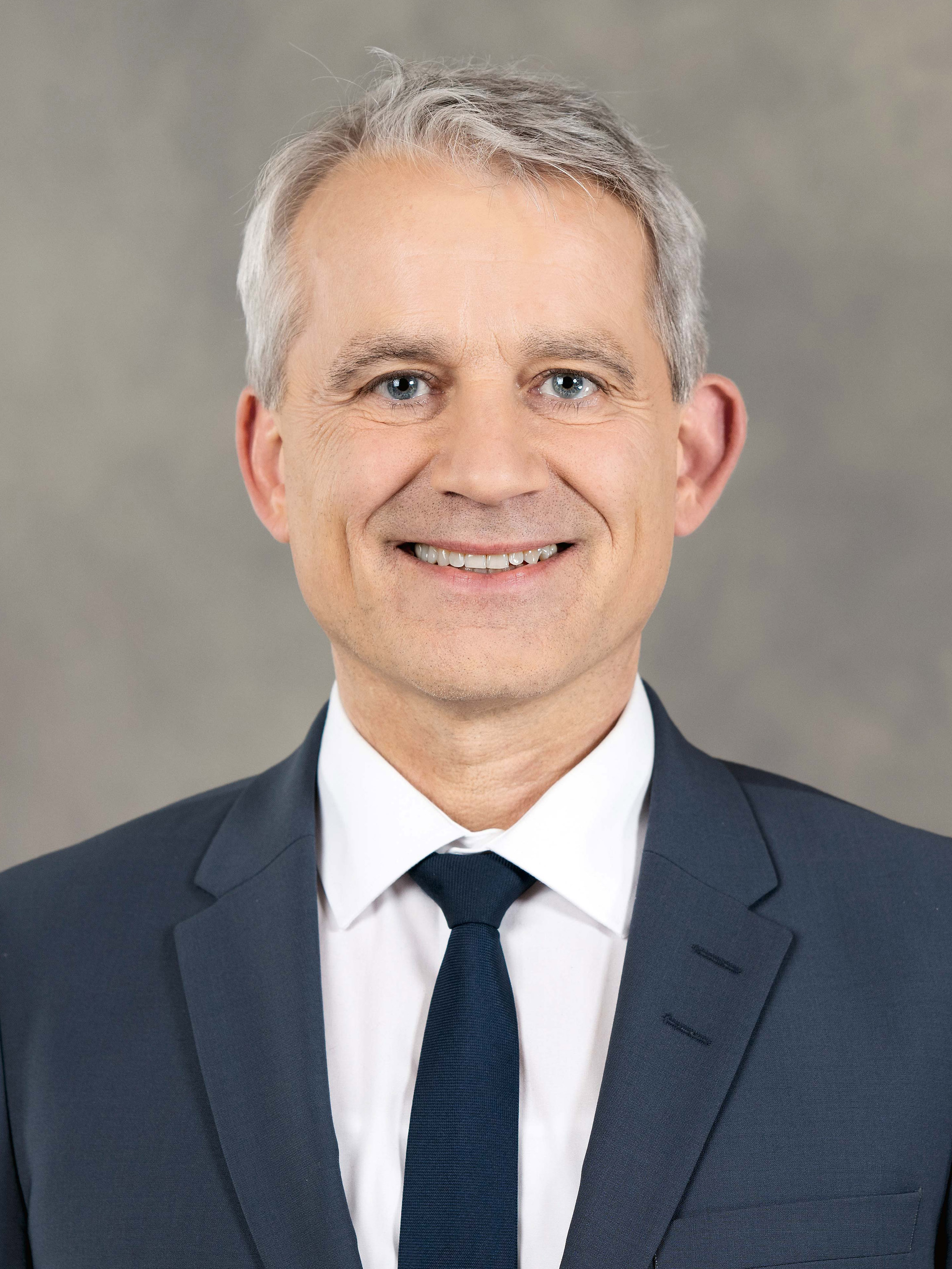
Beat Jans (offizielles Porträt für das Jahr 2025)

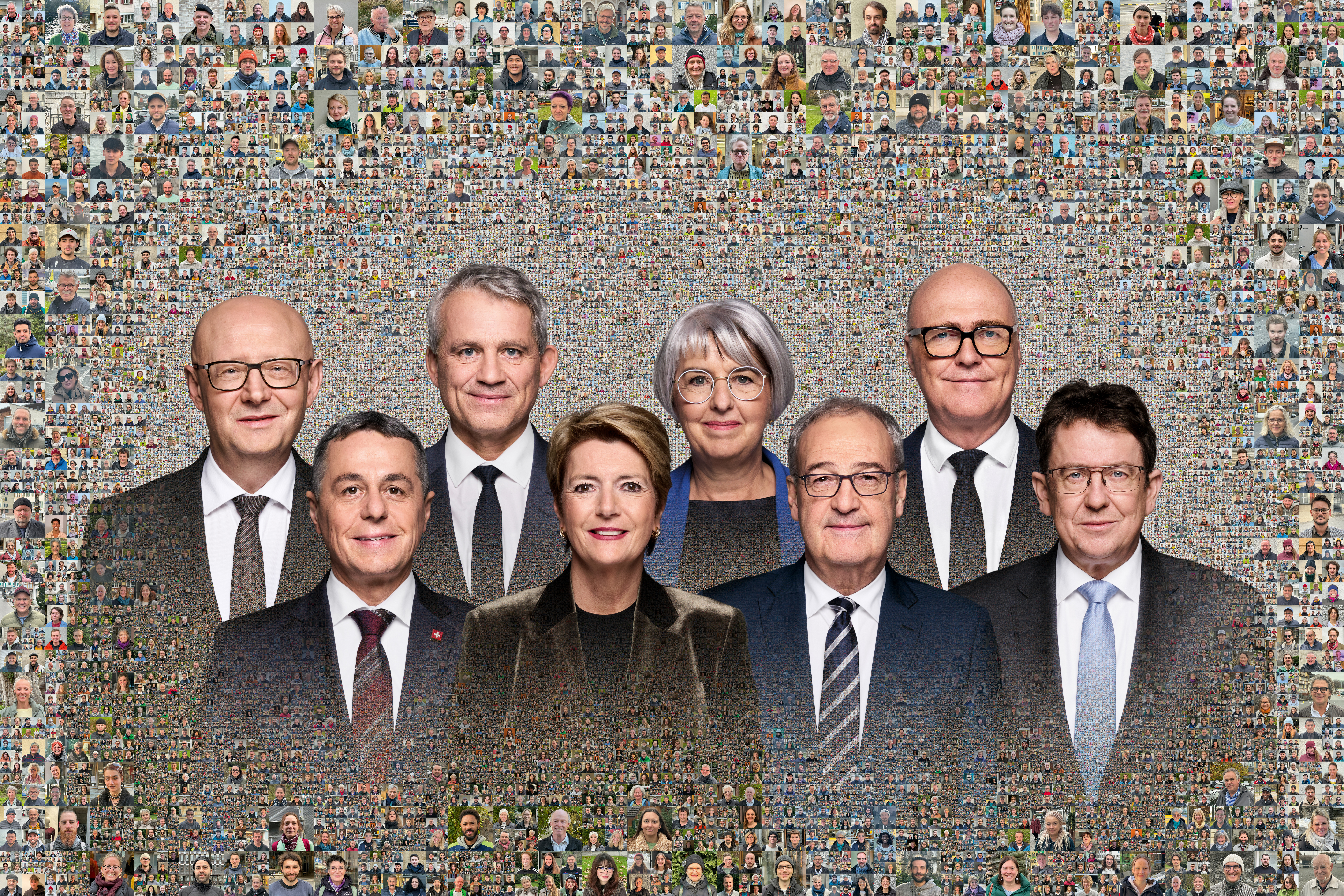
Beat Jans (dritter von links) auf dem offiziellen Bundesratsfoto 2025

Beat Anton Jans (* 12. Juli 1964 in Basel; heimatberechtigt in Hitzkirch und Riehen) ist ein Schweizer Politiker (SP). Am 13. Dezember 2023 wurde er als Nachfolger von Alain Berset in den Bundesrat gewählt. Er steht seit dem 1. Januar 2024 dem Eidgenössischen Justiz- und Polizeidepartement vor. Er war von 2021 bis 2023 Regierungspräsident des Kantons Basel-Stadt. Von 2010 bis 2020 war er Nationalrat und von 2015 bis 2020 Vizepräsident der SP Schweiz. 

## Leben
Beat Jans wuchs in Riehen bei Basel auf, ist ausgebildeter Landwirt, diplomierter TTL-Agrotechniker und diplomierter Umweltnaturwissenschaftler ETH Zürich. Er arbeitete zehn Jahre als Abteilungsleiter und Mitglied der Geschäftsleitung bei Pro Natura – Schweizerischer Bund für Naturschutz mit Sitz in Basel. Später war er vier Jahre lang Geschäftsleiter von eco.ch. Er war Dozent an der Universität Basel und selbstständiger Berater im Bereich Umweltschutz und Kommunikation.
Im Jahr 1998 trat Jans der SP bei. Von 2000 bis 2005 war er Präsident der SP des Kantons Basel-Stadt, von 2001 bis 2011 war er Mitglied im Grossen Rat. Dort gehörte er der Kommission für Wirtschaft und Abgaben sowie der interkantonalen Kommission Schweizer Rheinhäfen an.
Im Jahr 2010 rückte er für den zurücktretenden Ruedi Rechsteiner in den Nationalrat nach. In den Jahren 2011, 2015 und 2019 wurde er wiedergewählt. Von 2015 bis 2020 war er Vizepräsident der SP Schweiz. Im Jahr 2017 war er Projektleiter für das Wirtschaftskonzept der SP zuhanden der Delegiertenversammlung vom 24. Februar 2018. Im Nationalrat war er Mitglied der nationalrätlichen Kommission für Wirtschaft und Abgaben, WAK sowie der Kommission für Umwelt, Raumplanung und Energie, UREK.
Jans wurde bei den Gesamterneuerungswahlen im Oktober 2020 im ersten Wahlgang in die baselstädtische Regierung gewählt. Nach dem Rückzug von Elisabeth Ackermann kandidierte er im zweiten Wahlgang erfolgreich für das Regierungspräsidium (2021–2025). Im Dezember 2020 trat er aus dem Nationalrat zurück. Für ihn rückte Sarah Wyss nach.
Jans präsidierte das Forum für Nachhaltigkeit der Schweiz (eco.ch) sowie NWA Schweiz (Nie wieder Atomkraftwerke). Er war bis Ende August 2020 Mitglied des Verwaltungsrats der Industriellen Werke Basel (IWB). 
Jans war von 2015 bis 2021 Stiftungsratspräsident der Schweizerischen Energiestiftung. Ausserdem hatte Jans die Schweizerische Präsidentschaft der Oberrheinkonferenz im Jahr 2022 inne.
Am 22. September 2023 kündigte Jans seine Kandidatur für die Bundesratswahl 2023 an, als Nachfolger für Alain Berset. Die SP-Bundeshausfraktion nominierte Jans und Jon Pult als offizielle SP-Bundesratskandidaten. Jans wurde im dritten Wahlgang von der Bundesversammlung gewählt und somit zum dritten Bundesrat aus dem Kanton Basel-Stadt, nach Ernst Brenner und Hans-Peter Tschudi. Daraufhin trat er als Regierungspräsident des Kantons Basel-Stadt zurück. Im Bundesrat übernahm er auf Anfang 2024 das Eidgenössische Justiz- und Polizeidepartement (EJPD).
Jans ist verheiratet mit der gebürtigen US-Amerikanerin Tracy Jans, Vater von zwei Töchtern und wohnt in Basel, werktags in Bern.